# ملانطيون
الملانطيون أو زهرة العِذق أو زهرة الحُزم أو زهرة الخُصلَ أو زهرة العناقيد (الاسم العلمي:Melanthium) (بالإنجليزية: bunchflower)‏ هو جنس من النبات يتبع الفصيلة الملانطيونية من رتبة الزنبقونات.

## أنواع الملانطيون
- ملانطيون عريض الأوراق
- ملانطيون صغير الأزهار
- ملانطيون فيرجيني
- ملانطيون وودي
- ملانطيون دمشقي
- ملانطيون مخطط